# 에마 샤플랭
에마 샤플랭(프랑스어: Emma Shapplin, 본명: 크리스텔 마들렌 졸리통(Crystêle Madeleine Joliton), 1974년 5월 19일 ~ )은 프랑스의 소프라노 성악가이다.
18세에 서양 고전 음악에 심취한 뒤부터 서양 고전 음악과 현대 팝 음악의 크로스오버 음악 작품을 발표했다. 1997년에 발표한 데뷔 앨범인 《Carmine Meo》는 전세계적으로 큰 주목을 받았다.

## 음반
- 《Carmine Meo》 (1997년)
- 《Etterna》 (2002년)
- 《Macadam Flower》 (2009년)
- 《Dust of a Dandy》 (2014년)

### 그 외의 음반
- 《Discovering Yourself》 (EP, 1999년)
- 《Spente le Stelle (Opera Trance) – The Remixes – Part One》 (리믹스 앨범, 2000년)
- 《The Concert in Caesarea》 (라이브 DVD/CD, 2003년)
- 《The Macadam Flower Tour – live concert in Athens DVD》 (2011년)